# Sankta Katarina kyrka, Hamburg

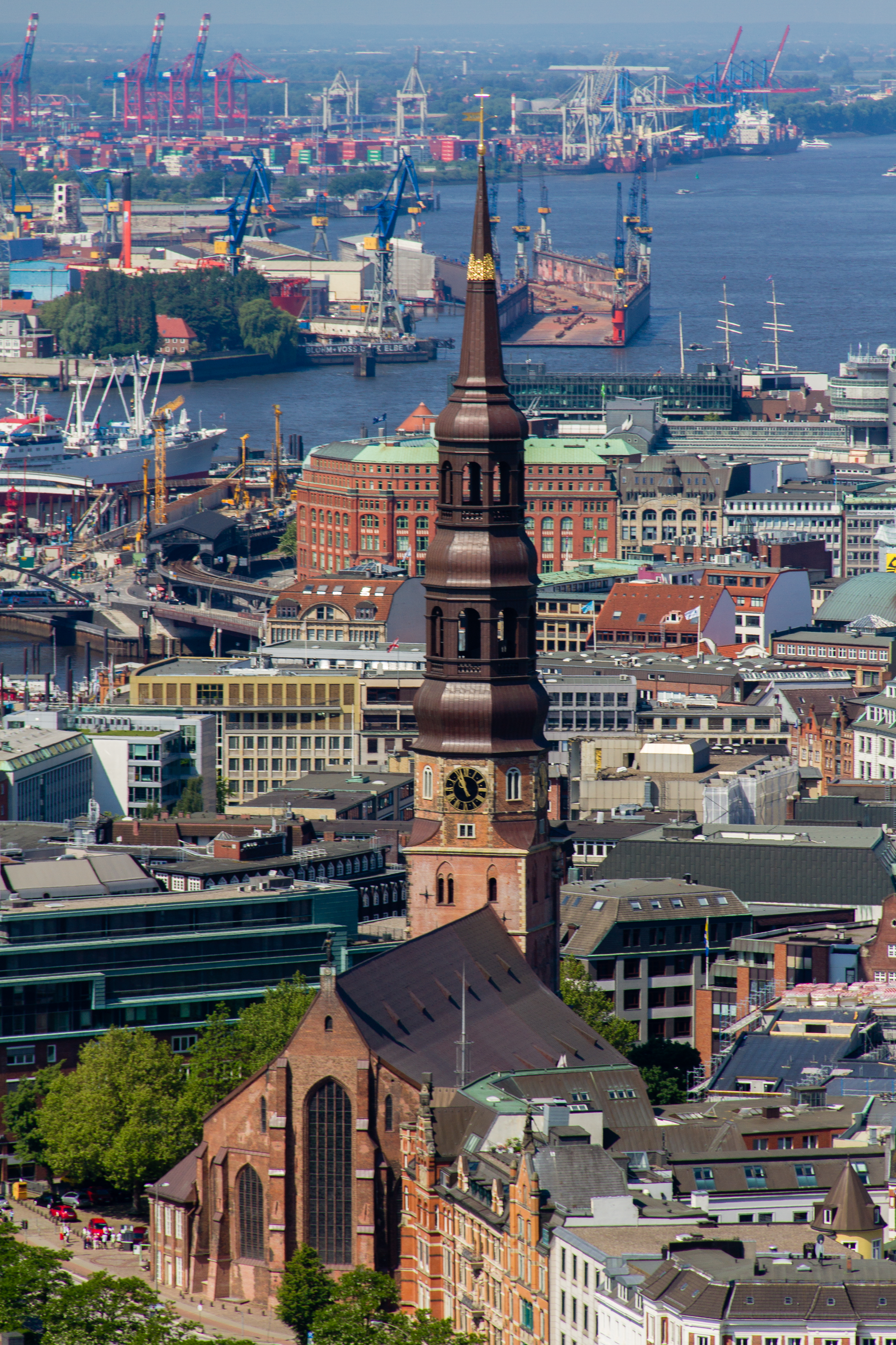
Sankta Katarina kyrka

Sankta Katarina kyrka (tyska: Hauptkirche Sankt Katharinen) är en luthersk kyrka i Altstadt, Hamburg som daterar ända från 1256 men som har byggts till, bland annat 1657. Den skadades svårt under ett stormväder 1648. Under andra världskriget 1943 skadades kyrkan men återställdes mellan 1950 och 1957. Kyrkan är 115 meter hög och är belägen i närheten av det historiska Speicherstadt. Tunnelbanans Messberg station ligger i närheten.

## Bilder

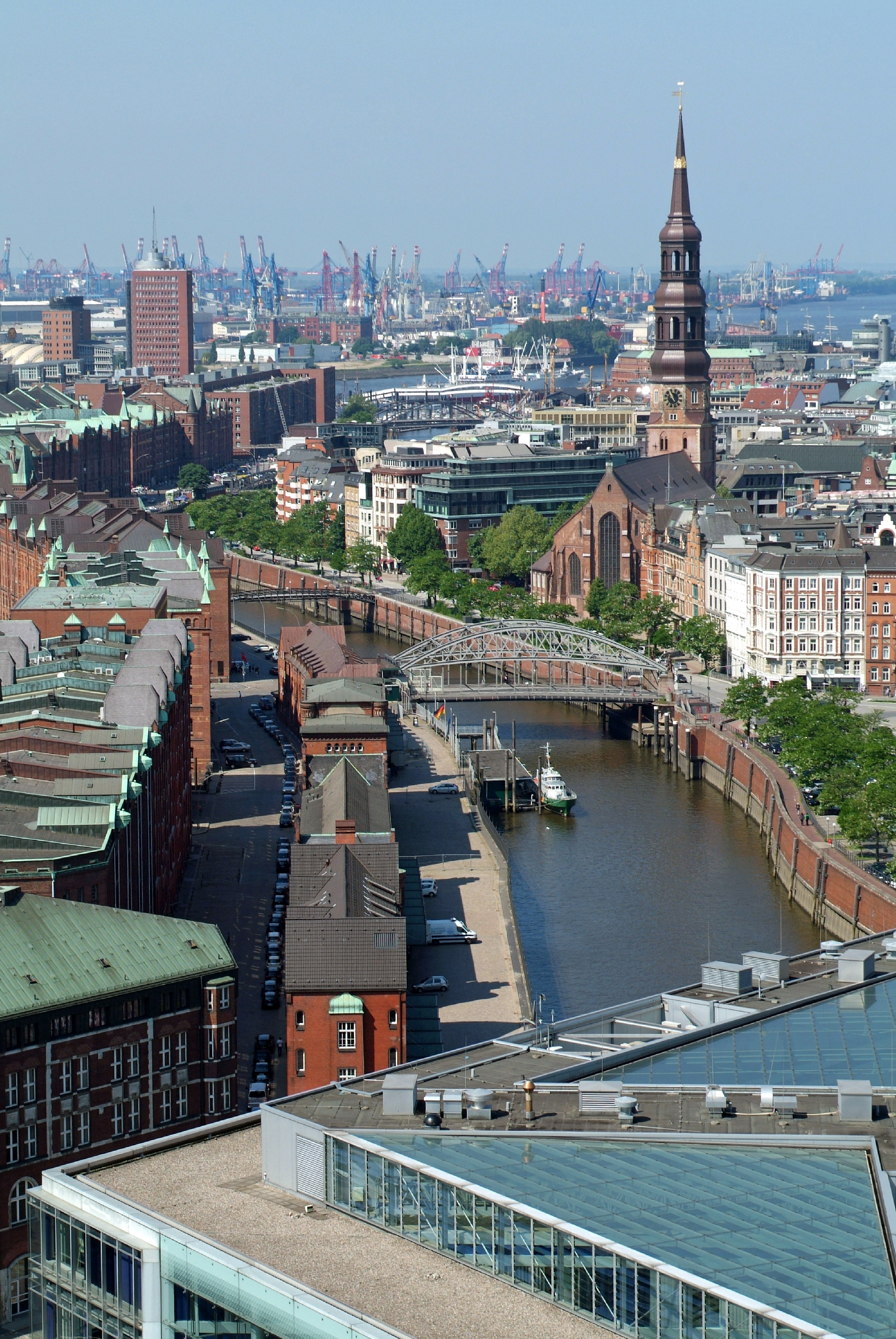
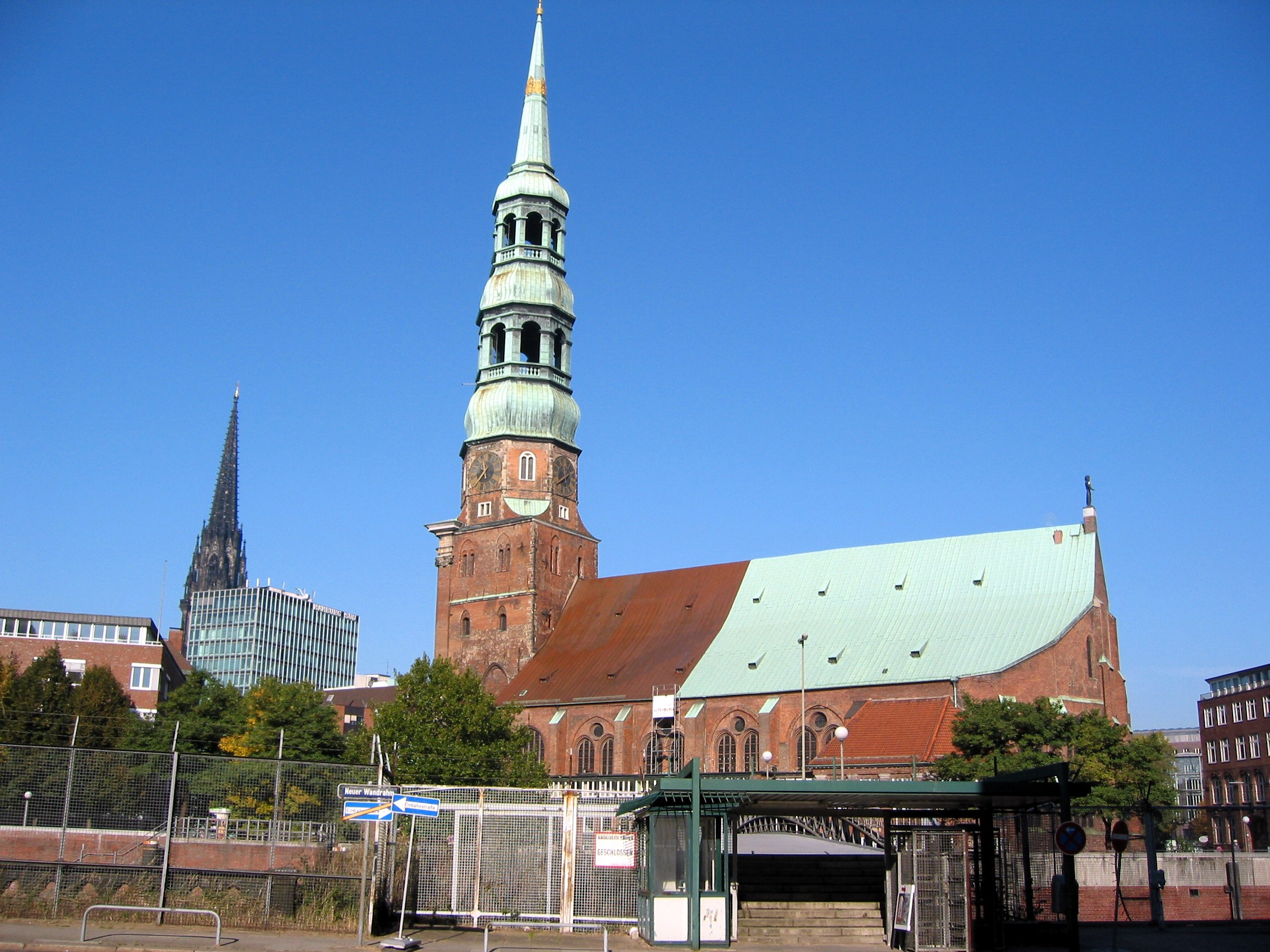
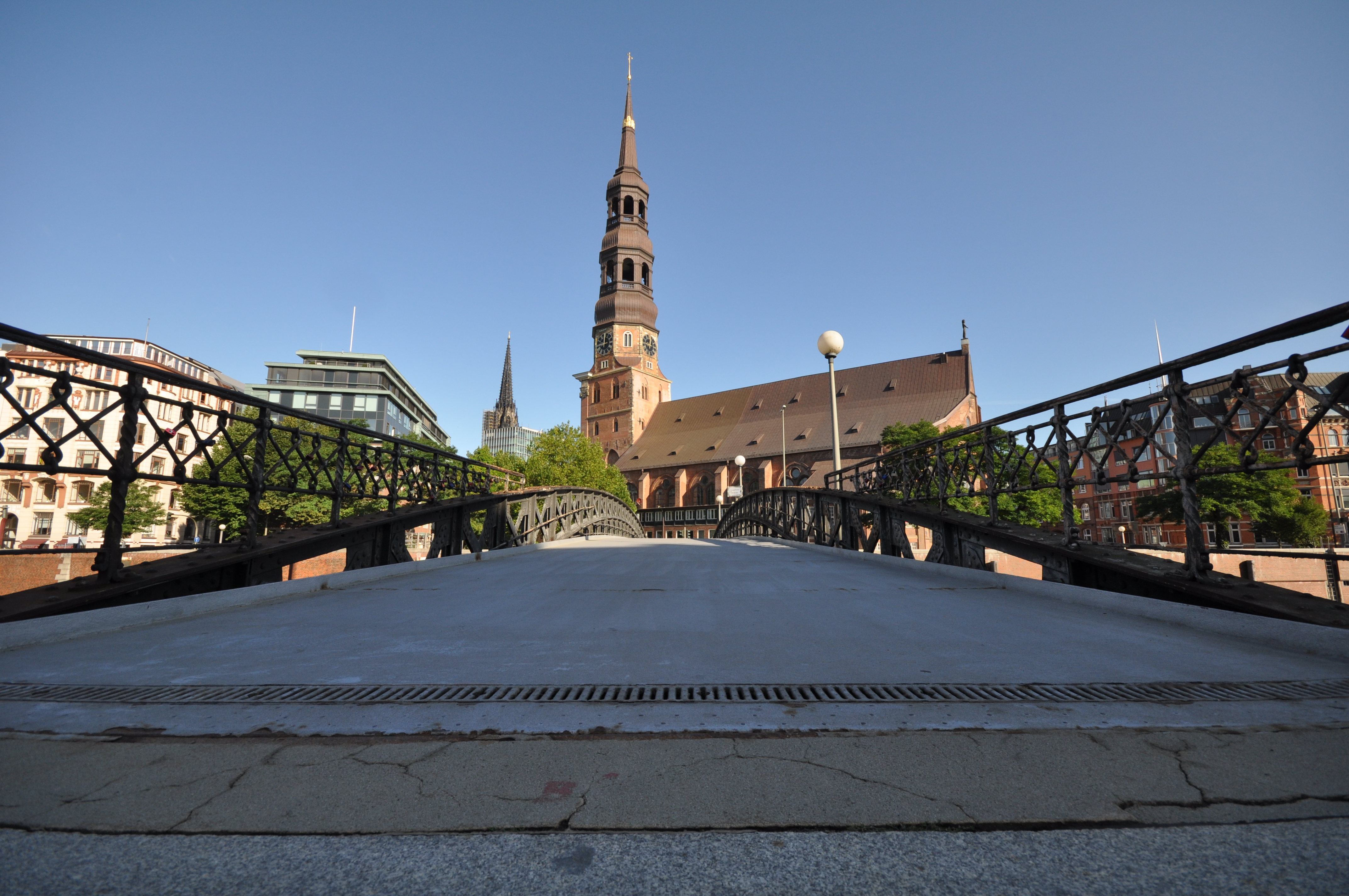
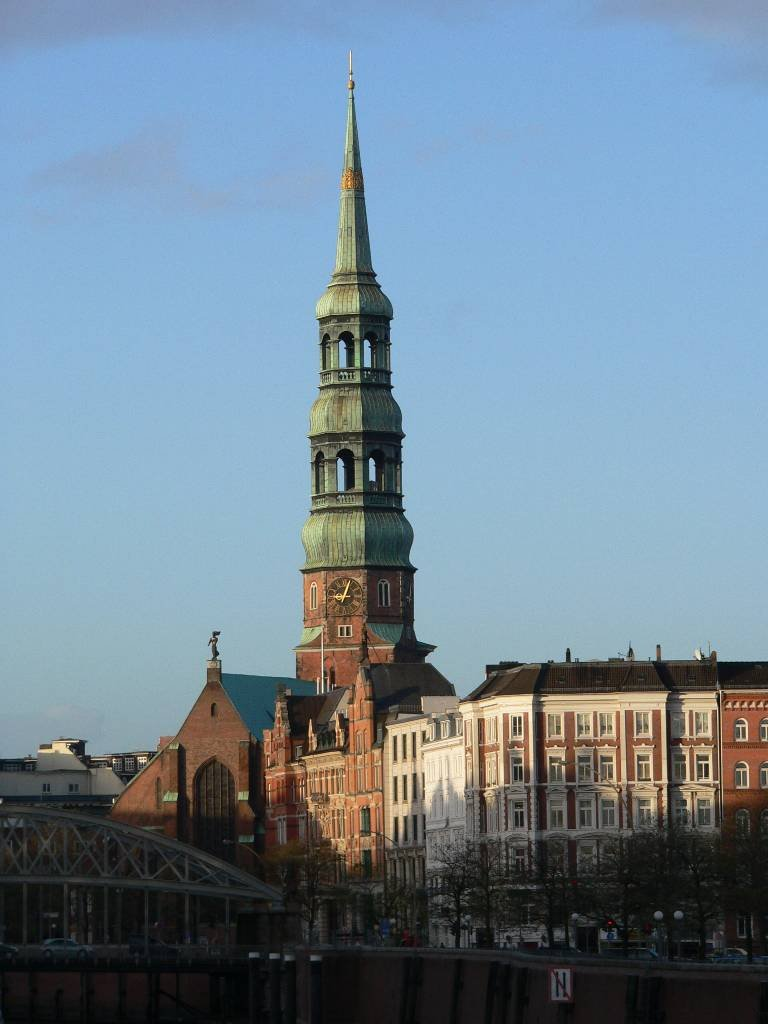